# Police andalouse
Pour l’article homonyme, voir Andalouse.
La police andalouse est une unité du corps national de Police à disposition de la Junta de Andalucía, et qui exerce ses compétences sur le territoire de la communauté autonome d’Andalousie. Sa dénomination officielle en espagnol est Unidad del Cuerpo nacional de Policía adscrita a la Comunidad autónoma de Andalucía (unité du corps national de police affectée à la communauté autonome d'Andalousie). 
Elle dépend organiquement du ministère espagnol de l'Intérieur, mais est placée sous la tutelle fonctionnelle du département de gouvernement de la Junta de Andalucía. Il ne s'agit donc pas d'une police autonomique à proprement parler comme les Mossos d'Esquadra catalans, la Ertzaintza basque ou la Police forale de Navarre, mais d'une unité de la police nationale mise à disposition du gouvernement régional pour assurer ses compétences en matière de police. 
Créée en 1992, elle dispose aujourd’hui de plusieurs centaines de fonctionnaires et complète les effectifs des corps de police municipaux et nationaux présents en Andalousie. Son siège est basé à Séville, aux côtés de la Direction régionale de la Police nationale.

## Historique
L’unité de police propre à la communauté autonome d’Andalousie naît le 21 décembre 1992 d’un accord signé entre le ministère de l’Intérieur et la Junta de Andalucía. Le gouvernement régional souhaite alors disposer d’une force de police spécifique afin de renforcer ses compétences et de participer au maintien de l’ordre dans les huit provinces andalouses.
L’accord est matérialisé le 31 août 1993, par un arrêté ministériel portant création d’une unité du corps national de police affectée à la communauté autonome d’Andalousie. Cent fonctionnaires de police sont affectés à cette unité dans un premier temps, leur nombre est progressivement porté à environ cinq cents. Le siège est dès lors fixé à Séville, qui accueille le commandement de l'unité ainsi que sa direction provinciale. Commence alors une période d'évaluation des besoins, qui débouche en quelques années sur le déploiement progressif des forces de sécurité andalouses sur l'ensemble du territoire.
Le déploiement des forces de la police nationale sous commandement de la Junta de Andalucía commence le 1er décembre 1997 dans les provinces de Cadix, Malaga et Grenade, où sont créées des directions provinciales. En 2001, un nouvel accord entre l'État et la communauté autonome permet d'accroître le nombre d'agents affectés à l'unité, qui s'étend alors aux provinces de Cordoue et de Huelva, toutes deux dotées d'une direction provinciale, les provinces d'Almería et de Jaén suivent en 2002. La même année est signé un autre accord bilatéral prolongeant le texte de 1992. Ce renouvellement se reproduit en 2004. En 2008, l'accord est à nouveau prolongé pour une durée de trois ans. Le nouveau contrat prévoit de porter à mille le nombre d'agents affectés.
Parallèlement à ce renforcement de l'unité du corps national de police affectée à la Junta de Andalucía, les négociations entre le ministère de l'Intérieur et le gouvernement régional ont ces dernières années porté sur la création d'un corps de police propre à la communauté autonome d'Andalousie. Les premiers engagements en ce sens ont été pris en 2001, et ont été confirmés par un projet de loi déposé par le Conseil de gouvernement andalou en 2003. Ce dessein est toutefois resté sans suite à présent, essentiellement par manque de ressources financières propres susceptibles d'assurer le financement d'une telle structure. Pour cette raison, l'accord entre l'État et le gouvernement local prolongé le 21 février 2008 prévoit de maintenir l'unité de police national affectée à l'Andalousie et d'en augmenter les effectifs.

## Statut et textes
La police andalouse n'est pas une police autonomique comme l'est la Ertzaintza au Pays Basque. Elle est une unité du corps national de police affectée au gouvernement régional. À ce titre, elle dépend organiquement de la Direction générale de la Police du ministère espagnol de l'Intérieur, qui conserve l'autorité hiérarchique sur ses effectifs. Le département de gouvernement de la Junta de Andalucía exerce en revanche la tutelle fonctionnelle, et utilise de ce fait ces forces en toute liberté, dans le cadre des compétences qui lui sont dévolues en la matière. Ce type d'unités est règlementé par l'article 47 de la loi organique 2/86 du 13 mars 1986, qui règlemente le fonctionnement des forces et des corps de sécurité.
Les policiers de cette unité sont des fonctionnaires de l'État, appartenant aux échelons et catégories du corps national de Police. Ces agents sont toutefois soumis à des dispositions statutaires spécifiques aux unités de police nationale affectées aux communautés autonomes et contenues dans deux décrets royaux de 1991 et 2000.
Les policiers andalous arborent la même tenue que leurs collègues nationaux. Néanmoins, ils portent en plus un écusson aux couleurs de l'Andalousie.

## Compétences
Les compétences de la police andalouses peuvent être classées en cinq grandes catégories : la protection des institutions régionales, la protection de la famille, la protection de l'environnement et l'urbanisme, la police des jeux et spectacles et la sécurité sanitaire. Ces compétences sont régulées par la loi 2/86 du 13 mars 1986. Elles ont vocation à s'élargir en fonction de la demande sociale. On observe que le maintien de l'ordre et la police judiciaire relèvent de la compétence exclusive des autorités de l'État.
En matière de protection des institutions andalouses, la police régionale a pour mission de veiller au maintien de l'ordre et à la sécurité des bâtiments officiels et administratifs de la Junta de Andalucía. Le siège du Parlement andalou à l'Hospital de las Cinco Llagas et le siège de la Présidence au Palais de San Telmo font l'objet d'une attention spéciale. Les plus hauts représentants de la communauté bénéficient de la protection de la police régionale.
Les attributions sont très larges en ce qui concerne la protection de la famille. Elles concernent essentiellement les mineurs, auxquels l'unité de police a le devoir de prêter assistance, dans le cas de maltraitances, abandon, absentéisme scolaire ou conduites à risque. La prévention tient une place importante dans l'action policière. Les mauvais traitements envers les femmes relèvent également des attributions de l'unité de police.
L'environnement et l'urbanisme sont sans aucun doute les deux domaines pour lesquels les forces de sécurité andalouses jouent le plus grand rôle. Elles ont pour charge de veiller à la protection et à la défense de l'environnement, notamment en ce qui concerne la prévention des feux de forêt et les enquêtes à la suite des sinistres. Elles interviennent également dans le domaine des pollutions, de la protection des espaces protégés et des massifs forestiers (exploitation), et participent aux actions de prévention et de sensibilisation en la matière. Elles font également office de police de l'urbanisme dans les zones protégées.
La police andalouse a par ailleurs pour mission la surveillance de la pêche et de la commercialisation des produits de la mer, notamment l'aspect sanitaire. Elle participe à la prévention des risques d'épidémie.
La police des jeux et des spectacles est une autre de ses compétences importantes. Elles intervient dans la surveillance des machines à sous, des jeux de hasard et contrôle les activités illégales (fraudes et falsifications). Elle opère une vérification des lieux de spectacle, et contrôle l'accès des mineurs à ces lieux, tout en s'assurant de l'application de l'interdiction de la consommation d'alcool. Le contrôle des spectacles taurins relève également de ses attributions.
Il convient d'ajouter que l'unité de police affectée à l'Andalousie intervient dans la protection du patrimoine historique et culturel régional.